# Brevik Station
Brevik Station (Brevik stasjon) var en jernbanestation på Brevikbanen, der lå i byen Brevik i Porsgrunn kommune i Norge. Den var endestation for Brevikbanen fra Eidanger fra 16. oktober 1895, til stationen lukkede 1. december 1982. Forud for etableringen var det store diskussioner om, hvor vidt den skulle placeres ved Strømtangen eller Setretangen. Konstruktionen begyndte i 1893, og åbningen fandt sted 15. oktober 1895. Stationen havde oprindeligt en stor trafik, da den betjente kystfærgerne til Agder indtil 1927. Den primære trafik bestod dog af pendlertog til Porsgrunn og Skien, der var i drift indtil 1. februar 1964. Resten af persontrafikken blev indstillet 26. maj 1968.
Stationsbygningen blev opført i romansk stil efter tegninger af Paul Due. Bygningen er bevaret og fredet. Den blev renoveret i slutningen af 1980'erne og bruges nu til kontor.

## Historie
De første forslag om en jernbane til Brevik blev fremsat i 1875, men først 4. juli 1891 vedtog Stortinget at bygge den. Med den statslige finansiering på plads gik den politiske debat over til placeringen af stationen i Brevik. Placeringer ved Setretangen og Strømtangen blev foreslået. Setretangen ville give en placering tættere på byens centrum, mens Strømtangen ville give adgang til havneområder med mindre is om vinteren. Støtterne af det første alternativ indkaldte til et offentlig møde i januar 1892 for at vinde befolkningens støtte. Da offentligheden så ud til at støtte Strømtangen, satte organisatorerne det imidlertid ikke til afstemning. Sagen blev derefter diskuteret i kommunalbestyrelsens forretningsudvalg, hvor fire medlemmer mod et støttede Strømtangen. Placeringen blev endeligt besluttet af kommunalbestyrelsen 25. juni 1892, hvor seksten medlemmer mod fire stemte for Strømtangen, hvilket efterfølgende blev godkendt af NSB.
Planeringen af området fandt sted i 1893 for en pris af 32.000 NOK. Et hus blev eksproprieret for at give plads for en vej til stationen, og en smedje blev eksproprieret på stationsområdet. Den lille dal Bjørndalen blev fyldt op, og resterne af en gammel fæstning blev ødelagt under arbejdet. Der blev opført en toetages stationsbygning, og der blev anlagt en ny havn nedenfor til dampskibe for at give kortest mulig vej mellem tog og skibe. Et sidespor blev anlagt ned til havnen, så godstog kunne komme hen til skibene. Der måtte eksproprieres seks bygninger i Torsvik. Den officielle indvielse blev foretaget af kong Oscar 2. 15. oktober 1895.
Åbningen af stationen rykkede Breviks centrum tættere på Strømtangen. Mens det tidligere havde været et mindre udviklet område af byen, blev der nu etableret flere butikker, hoteller og restauranter i nærheden af stationen. Jernbanen etablerede et beboelsesområde for dens medarbejdere i Strømtangen og Trosvik. Jernbanens ankomst betød også, at der blev etableret en fragtmandsservice i Brevik. Stationsforstanderen havde oprindeligt privilegiet til at drive en restaurant på stationen som en del af sin løn. Det gjorde han indtil 1922, hvor den blev bortforpagtet. Fortjenesten toppede med 25.000 NOK årligt i 1925 men faldt så markant, da Kragerøbanen åbnede i 1927. I 1920 havde stationen tretten ansatte, der omfattede stationsforstanderen, to sekretærer, fire telegrafister, fem stationsarbejdere og en fragtmand. Derudover var der ansatte til vedligeholdelse af spor og materiel samt togpersonale. Banen blev ombygget fra smalspor til normalspor i 1921 og elektrificeret 19. juni 1949.
Stationen blev renoveret i 1930'erne, hvor restauranten blev flyttet fra sydfløjen til nordfløjen. Den blev flyttet tilbage efter en renovering i 1954, hvor hovedindgangen desuden blev flyttet til vejsiden, og hvor kontorer og billetkontor også blev renoveret. Desuden blev der installeret vandskyllende klosetter. For at afkorte afstanden til færgekajen blev der anlagt en gangsti i 1950'erne. Efter åbningen af Breviksbroen i 1962 oplevede jernbane et stærk fald i passagertallene, idet buslinjer blev omlagt og tog en del af trafikken. NSB besluttede derfor at indstille pendlertogene til Skien fra 1. februar 1964. Eksprestogene fulgte 26. maj 1968, hvorefter der kun har kørt godstog på banen. Brevik Station var i brug indtil 1. februar 1982.
Da persontrafikken blev indstillet i 1968, blev stueetagen i stationsbygningen overflødig. Den blev udlejet til Trosvik Verkstad, der først brugte den som kontor. Senere blev sydfløjen omdannet til et lægekontor. Fra 1982 blev førstesalen også ledig, og den blev så udlejet til samme firma, indtil det gik konkurs i 1986. Der blev udført en række renoveringer, der til dels ødelagde en række bemærkelsesværdige dele af bygningen. Efter konkursen blev stationsbygningen solgt til Nydalen Compagnie. Da de ikke benyttede bygningen, blev den optaget af hjemløse, der skrællede bygningen for dekorationer og andet brændbart, så den hurtigt kom i forfald. Brevik Management købte bygningen i 1988, rettede op på den og flyttede deres hovedkontor til den fra december 1988. Udhuset, der ikke havde været i brug siden 1960'erne, blev også restaureret. Renoveringen blev belønnet med Sparebankens Brevikspris i 1991. Stationsbygningen og to udhuse blev registret som kulturarv i 1997.

## Faciliteter
Brevik Station ligger ved den sydlige ende af Brevikbanen, 202,62 km fra Oslo. Alle stationsbygningerne på Brevikbanen blev tegnet af arkitekten Paul Due, og Brevik Station var hans tredje station i mursten. Den er udformet i middelalderlig stil og præges af romanske motiver. Som det var almindeligt på den tid, blev der anlagt en park i tilslutning til stationen. Førstesalen på stationsbygningen fungerede som tjenestebolig for stationsforstanderen.
Stationen fungerede som trafikknudepunkt for Brevik. Området Strømtangen blev også betjent med en kaj for færger langs med kysten indtil 1934 og for bilfærger over sundet til Stathelle indtil 1962. Buslinjen til Skien havde også endestation her. Narvesen etablerede en kiosk ved stationen, men i 1950'erne var trafikken faldet så meget, at den måtte lukke. Der var også en privat drevet restaurant i stationsbygningen, og den fungerede som central for kurerservice.

## Trafik
Brevikbanen blev betjent af et eksprestog til Oslo hver dag. Oprindeligt kørte det via Vestfoldbanen, men fra 1923 kørte det via Bratsbergbanen. Hovedparten af trafikken udgjordes af pendlertog til Porsgrunn og Skien. Indtil slutningen af 1940'erne blev betjent af ti til tolv daglige tog i hver retning, men efter elektrificeringen steg det til op til 19 i 1950'erne, hvor der ofte kørtes i fast timedrift. I slutningen af 1940'erne og i 1950'erne var der korrespondance med en bus til Arendal i Brevik.
Brevik var den station, der lå længst væk på sydkysten, fra den åbnede og indtil åbningen af Kragerøbanen i 1927. I det tidsrum fungerede stationen som et skiftepunkt mellem tog og dampskibe for den hurtigste transport langs med kysten. Færgeruten, Brevikruta, var i trafik fra 1896 til 1934, selvom det kneb for den de sidste syv år. I 1912 blev der fremsat planer om en jernbanefærgerute til kontinentet. I 1915 var det blevet lagt fast, at ruten skulle gå til Frederikshavn i Danmark. Der blev argumenteret med, at det ville give den hurtigste forbindelse fra Norge til Hamburg i Tyskland. Det ville blive nødvendigt med to færger, der ville bruge syv timer på en overfart og muliggøre to daglige dobbeltture. Planerne blev dog aldrig omsat i praksis.